# Ronde van Italië 2011/Eerste etappe
De eerste etappe van de Ronde van Italië 2011 werd op 7 mei 2011 verreden. Deze openingsrit was een ploegentijdrit.
Ze liep over een afstand van 19,3 km tussen Venaria Reale en Turijn (stad).

## Verloop van de etappe
Op 15.50 uur lokale tijd ging Omega Pharma-Lotto als eerste ploeg van start en zette een tijd van 21.21 neer. Deze tijd zou lange tijd blijven staan tot het favoriete Team HTC-High Road er 22 seconden onder dook. Alleen het als één-na-laatste gestarte Team RadioShack leek de tijd van HTC-High Road nog te kunnen bedreigen maar het team kwam 10 seconden te kort. Topfavoriet voor de eindzege Alberto Contador verloor acht seconden op zijn grootste rivaal Vincenzo Nibali.

## Uitslagen
| Ploegentijdrit Venaria Reale-Turijn (stad) 19,3 km |                     |         |
| Plaats                                             | Ploeg               | Tijd    |
| 1                                                  | Team HTC-High Road  | 20'59"  |
| 2                                                  | Team RadioShack     | + 0'10" |
| 3                                                  | Liquigas-Cannondale | + 0'22" |
| 4                                                  | Omega Pharma-Lotto  | z.t.    |
| 5                                                  | Team Garmin-Cervélo | + 0'24" |
| 6                                                  | Lampre-ISD          | z.t.    |
| 7                                                  | Rabobank            | + 0'26" |
| 8                                                  | Saxo Bank-Sungard   | + 0'30" |
| 9                                                  | Sky ProCycling      | + 0'37" |
| 10                                                 | Vacansoleil-DCM     | z.t.    |

| Algemeen klassement |                     |                    |         |
| Plaats              | Naam                | Ploeg              | Tijd    |
| Roze trui           | Marco Pinotti       | Team HTC-High Road | 20'59"  |
| 2                   | Lars Bak            | Team HTC-High Road | z.t.    |
| 3                   | Kanstantsin Siwtsow | Team HTC-High Road | z.t.    |
| 4                   | Mark Cavendish      | Team HTC-High Road | z.t.    |
| 5                   | Craig Lewis         | Team HTC-High Road | z.t.    |
| 6                   | Robbie McEwen       | Team RadioShack    | + 0'10" |
| 7                   | Tiago Machado       | Team RadioShack    | z.t.    |
| 8                   | Fumiyuki Beppu      | Team RadioShack    | z.t.    |
| 9                   | Bjørn Selander      | Team RadioShack    | z.t.    |
| 10                  | Robert Hunter       | Team RadioShack    | z.t.    |
|                     |                     |                    |         |
| 21                  | Klaas Lodewijck     | Omega Pharma-Lotto | + 0'22" |
| 40                  | Tom-Jelte Slagter   | Rabobank           | + 0'26" |

## Nevenklassementen
| Jongerenklassement |                   |                     |         |
| Plaats             | Naam              | Ploeg               |         |
| Witte trui         | Bjørn Selander    | Team RadioShack     | 21'09"  |
| 2                  | Eros Capecchi     | Liquigas-Cannondale | + 0'12" |
| 3                  | Klaas Lodewijck   | Omega Pharma-Lotto  | + 0'12" |
|                    |                   |                     |         |
| 10                 | Tom-Jelte Slagter | Rabobank            | + 0'16" |

| Ploegenklassement |                     |         |
| Plaats            | Ploeg               | Tijd    |
| 1                 | Team HTC-High Road  | 20'59"  |
| 2                 | Team RadioShack     | + 0'10" |
| 3                 | Liquigas-Cannondale | + 0'22" |

1e etappe ·
2e etappe ·
3e etappe ·
4e etappe ·
5e etappe ·
6e etappe ·
7e etappe ·
8e etappe ·
9e etappe ·
10e etappe ·
11e etappe ·
12e etappe ·
13e etappe ·
14e etappe ·
15e etappe ·
16e etappe ·
17e etappe ·
18e etappe ·
19e etappe ·
20e etappe ·
21e etappe
Startlijst · Eindstanden · Afbeeldingen